# 民主主義擁護連絡協議会
民主主義擁護連絡協議会（みんしゅしゅぎようごれんらくきょうぎかい）とは、アメリカ施政権下の沖縄において、当時那覇市長だった瀬長亀次郎を支援するべく、1956年7月に結成された統一戦線組織である。略称は「民連」。

## 概要
1957年8月4日に行われた那覇市議会議員選挙を前にした7月7日、沖縄人民党（以下、人民党）や沖縄社会大衆党（以下、社大党）那覇支部、無所属市議を中心にして結成された。
民連結成後、1958年1月の那覇市長選挙で兼次佐一を当選させた他、同年3月16日の第4回立法院議員総選挙において5名を当選させた。しかし、兼次那覇市長が民連と距離を置き始め、社大党脱退者で民連に加わっていた人々が沖縄社会党（以下、社会党）を結成して後に民連を離脱したことで、内部対立が激化、活動は停滞するようになった。そのため1959年には民連としての運動は後退し、1960年までにその実体を失った。

## 沿革

### 民連結成、那覇市議選
1956年10月26日に急逝した比嘉秀平行政主席の後任に、当間重剛那覇市長が任命されたため行われた1956年12月25日投票の那覇市長選挙にて人民党公認候補の瀬長亀次郎が当選した。
※当日有権者数：60,580人 最終投票率：68.44%（前回比：+17.56pts）
| 候補者名   | 年齢 | 所属党派   | 新旧別 | 得票数   | 得票率 | 推薦・支持     |
| ---------- | ---- | ---------- | ------ | -------- | ------ | -------------- |
| 瀬長亀次郎 |      | 沖縄人民党 | 新人   | 16,592票 | %      | 社大党那覇支部 |
| 仲井真宗一 |      | 当間派     | 新人   | 14,648票 | %      |                |
| 仲本 為美  |      | 旧二日会   | 元職   | 9,802票  | %      |                |

出典：過去の（那覇）市長選の記録 (PDF) .那覇市選挙管理委員会
米国民政府は、この結果に強い衝撃を受け、琉球銀行を通じて那覇市への融資を凍結したり、那覇市への補助金を打ち切るなどの市政妨害工作を行った。那覇市議会の反瀬長派議員（当間派）は瀬長市長の辞任を要求、不信任は時期尚早と考えていた反当間派議員（旧二日会）の切り崩しを図った上で、1957年6月17日に圧倒的多数（24対6）で市長不信任案を可決した。瀬長市長は市議会の解散で対抗し、8月4日に市議会議員選挙が行われることになった。
この市議会議員選挙において、人民党は広範な勢力を結集して勝利する方針をたて7月7日に民連を結成、人民党6名、社大党那覇支部3名、人民・社大両党推薦1名、不信任案に反対した旧二日会議員3名の計13名からなる市議候補を民連候補として擁立した。一方、反瀬長派（琉球民主党・社大党本部・当間派）は7月3日に那覇市政再建同盟（以下、再建同盟）を結成、不信任成立に必要な20名を上回る28名の候補者を擁立して選挙に臨んだ。選挙の結果、民連が12議席（人民党6・社大党2・無所属4）、再建同盟が17議席、中間派は1議席となった。この結果、再建同盟は不信任案の再可決に必要な3分の2以上をとることに失敗し、民連が事実上の勝利を収める結果となった。

### 瀬長布令による市長不信任
市議選で民連が不信任阻止に必要な議席数を得たことに対し、反市長派は予算案審議引き延ばし戦術を図ったため、瀬長市長は専決処分で対抗、反市長派は専決処分無効の訴えを起こすなど市政は泥沼化した。
米国民政府は突如、関係法令を改正する布令（通称「瀬長布令」）を公布した。その内容は、
- 不信任案の再可決に必要な基準を過半数に引き下げ
- 前科があり、まだ特赦を受けていない者の被選挙権剥奪

これにより、瀬長市長は市長の座を追われるだけでなく、あらゆる公職から締め出されることになった（瀬長は人民党事件で前科が付いていた）。瀬長布令が公布されたことを受け、再建同盟は1957年11月15日の市議会で不信任案を可決（賛成16、反対10、棄権1）した。

### 那覇市長選挙勝利と民連ブーム
当初、瀬長市長を支えるための応急的な協議体として結成された民連は、不信任可決による瀬長市長の失職によって空白となった後任市長を選出する那覇市長選挙に先立つ12月12日に総会を開催して会則を作成、同時に基地反対や祖国復帰実現及び土地を守る四原則貫徹などの運動方針を決定した。そして議長に瀬長亀次郎、副議長に浦崎康華、儀武息睦、事務局長に大湾喜三郎がそれぞれ選出された。
1958年1月12日投票の那覇市長選挙において民連は社大党那覇支部長である兼次佐一を統一候補に擁立、琉球民主党と当間派が支援する社大党公認の平良辰雄（前委員長）との一騎討ちの選挙戦となったが、兼次が平良を僅差で押さえて勝利した。2月2日に行われた市議会議員補充選挙（真和志市が那覇市に編入されたことに伴って実施）でも定員15名中7名の民連候補が当選し、圧勝した（残る議席は民主党と社大党が各2名、中立が4名）。
※当日有権者数：100,277人 最終投票率：70.27%（前回比：+1.83pts）
| 候補者名 | 年齢 | 所属党派 | 新旧別 | 得票数   | 得票率 | 推薦・支持 |
| -------- | ---- | -------- | ------ | -------- | ------ | ---------- |
| 兼次佐一 |      | 民連     | 新人   | 35,491票 | %      |            |
| 平良辰雄 |      | 社大党   | 新人   | 34,507票 | %      | 琉球民主党 |

出典：過去の（那覇）市長選の記録 (PDF) .那覇市選挙管理委員会　
那覇市長選挙で民連候補が勝利したことで、民連は米軍支配に抵抗する政治勢力として県民の支持を集めるようになり、組織が沖縄各地に発足した。その動きは「民連ブーム」と名付けられるほどであった。こうして民連は当初の那覇地域のみの統一戦線から全県的な統一戦線組織に発展した。
那覇市長選挙と市議補充選挙に続いて、3月16日に行われた第4回立法院総選挙において、民連は全29選挙区中19選挙区で候補を擁立し、基地反対や祖国復帰実現、4原則貫徹、大統領行政命令撤廃などを掲げて選挙戦を戦った。選挙の結果、得票数では民主党と社大党を上回ったものの、議席数は当初の予想ほど伸びず5議席に留まった。

### 民連内の対立激化と活動停止
1958年1月の那覇市長選挙以降、急速に組織が拡大され、3月の立法院選挙でも一定の成果を納めた民連であるが、兼次那覇市長の変節と社大党から離脱した人々が社会党を結成して後に民連から離脱したことで、活動に陰りが見え始めた。
兼次那覇市長は就任後初の記者会見で「市長として何から何まで民連の支持は受けない」と表明した。更に3月の市議会で市政運営にあたって「超党派的な態度で臨みたい」と答弁、徐々に民連とは距離を置くようになり、アメリカ軍や親米勢力へすり寄る態度を示した。そして兼次は1958年2月16日に社大党を脱党して民連に参加した人々を中心に社会党を結成したが、民連への正式加盟はしなかった。民連内部ではこうした兼次の変節への対処について人民党と社会党との間で大きな食い違いが生じるようになった。この対立は、9月22日に行われた兼次市長の市政報告演説会が市長の変節に抗議する聴衆からのヤジによって大混乱となったことで激化し、1959年には民連としての組織的活動が出来ない状況に陥った。1960年4月に第4回総会が行われたが、その後組織的活動は停止した。